# Инвариантная масса
Инвариантная масса, неизменная масса — это скалярная физическая величина, имеющая размерность массы, вычисляемая как функция энергии и импульса всех составных частей замкнутой физической системы и 
инвариантная относительно преобразований Лоренца.
У физических систем с времениподобным четырёхимпульсом инвариантная масса положительна, у физических систем с нулевым четырехимпульсом (безмассовых физических систем, например, один фотон или множество фотонов, движущихся в одном и том же направлении) инвариантная масса равна нулю.
Если объекты внутри системы находятся в относительном движении, то инвариантная масса всей системы будет отличаться от суммы масс образующих её объектов.
Для изолированной "массивной" системы центр масс системы движется по прямой с постоянной субсветовой скоростью. В системе отсчёта, относительно которой скорость центра масс равна нулю, общий импульс системы равен нулю, и систему в целом можно рассматривать как "находящуюся в состоянии покоя". В этой системе отсчёта инвариантная масса системы равна общей энергии системы, делённой на квадрат скорости света {{"c"2}}. Эта общая энергия является "минимальной" энергией, которую можно наблюдать у системы, когда её видят различные наблюдатели из разных инерциальных систем отсчёта.
Система отсчёта, относительно которой скорость центра масс равна нулю, не существует для группы фотонов, движущихся в одном направлении. Однако, когда два или более фотона движутся в разных направлениях, существует система координат центра масс. Таким образом, инвариантная масса системы из нескольких фотонов, движущихся в разных направлениях, положительна, несмотря на то, что она равна нулю для каждого фотона.

Возможные 4-импульсы частиц. Одна имеет нулевую инвариантную массу, другая ненулевую.

## Сумма масс
Инвариантная масса системы включает массу любой кинетической энергии составляющих системы, которая остаётся в центре системы отсчёта импульса, поэтому инвариантная масса системы может быть больше суммы инвариантных масс её отдельных составляющих. Например, масса и инвариантная масса равны нулю для отдельных фотонов, даже если они могут добавлять массу к инвариантной массе систем. По этой причине инвариантная масса, как правило, не является аддитивной величиной (хотя есть несколько редких ситуаций, когда это может быть, как в случае, когда массивные частицы в системе без потенциальной или кинетической энергии 
могут быть добавлены к общей массе).
Рассмотрим простой случай системы из двух тел, где объект A движется к другому объекту B, который изначально находится в состоянии покоя (в любой конкретной системе отсчёта). Величина инвариантной массы этой системы из двух тел (см. определение ниже) отличается от суммы масс покоя (т.е. их соответствующей массы в неподвижном состоянии). Даже если мы рассмотрим ту же систему с точки зрения центра импульса, где чистый импульс равен нулю, величина инвариантной массы системы не равна сумме масс покоя частиц внутри нее.
Кинетическая энергия частиц системы и потенциальная энергия силовых полей (возможно, отрицательная) вносят вклад в инвариантную массу системы. Сумма кинетических энергий частиц,  
является наименьшей в системе координат центра импульса.
Для изолированной "массивной" системы центр масс движется по прямой с постоянной субсветовой скоростью. Таким образом, всегда можно разместить наблюдателя, который будет двигаться вместе с ним. В этой системе отсчёта, которая является 
системой центра масс, общий импульс равен нулю, и систему в целом можно рассматривать как "находящуюся в состоянии покоя", если это связанная система ннапример, бутылка с газом). В этой системе отсчёта, которая существует всегда, 
инвариантная масса системы равна общей энергии системы (в системе отсчёта с нулевым импульсом), делённой на "c"2.

## Определение в физике элементарных частиц
В физике элементарных частиц инвариантная масса m0 системы {\displaystyle N} элементарных частиц может быть рассчитана по энергиям частиц {\displaystyle E_{i}} и их импульсам {\displaystyle \mathbf {P} _{i}}, {\displaystyle i=1,...N}, измеренными в произвольной системе отсчёта, с помощью соотношения энергии и импульса:
{\displaystyle m_{0}^{2}c^{4}=\left(\sum _{i}E_{i}\right)^{2}-\left\|\sum _{i}\mathbf {p} _{i}\right\|^{2}c^{2}}
или в  релятивистской системе единиц где {\displaystyle c=1},
{\displaystyle m_{0}^{2}=\left(\sum _{i}E_{i}\right)^{2}-\left\|\sum _{i}\mathbf {p} _{i}\right\|^{2}}
Инвариантная масса одинакова во всех системах отсчёта (см. также специальная теория относительности). С математической точки зрения она представляет собой псевдоевклидову длину четырёхвектора (E, p), рассчитанную с использованием релятивистской версии теоремы Пифагора, которая использует разные знаки для пространственных и временных измерений. Эта длина сохраняется при любом смещении или вращении Лоренца в четырёх измерениях, точно так же, как обычная длина вектора, сохраняется при вращениях. 
Поскольку инвариантная масса определяется из величин, которые сохраняются во время распада, инвариантная масса, рассчитанная с использованием энергии и импульса продуктов распада одной частицы, равна массе распавшейся частицы.
В экспериментах по неупругому рассеянию инвариантная масса  необнаруженной частицы, уносящей с собой часть энергии и импульса, называется недостающей массой {\displaystyle W}. Она определяется (в релятивистской системе единиц):
{\displaystyle W^{2}=\left(\sum E_{\text{in}}-\sum E_{\text{out}}\right)^{2}-\left\|\sum \mathbf {p} _{\text{in}}-\sum \mathbf {p} _{\text{out}}\right\|^{2}.}
Если есть одна доминирующая частица, которая не была обнаружена во время эксперимента, её массу можно определить по пику на графике её инвариантной массы.
В тех случаях, когда импульс вдоль одного направления не может быть измерен (т.е. в случае нейтрино, о присутствии которого можно судить только по недостающей энергии), используется поперечная масса.

## Примеры

### Столкновение двух частиц
При столкновении двух частиц (или распаде двух частиц) квадрат инвариантной массы (в в релятивистской системе единиц) равен
{\displaystyle {\begin{aligned}M^{2}&=(E_{1}+E_{2})^{2}-\left\|{\textbf {p}}_{1}+{\textbf {p}}_{2}\right\|^{2}\\&=m_{1}^{2}+m_{2}^{2}+2\left(E_{1}E_{2}-{\textbf {p}}_{1}\cdot {\textbf {p}}_{2}\right).\end{aligned}}}

### Безмассовые частицы
Инвариантная масса системы, состоящей из двух безмассовых частиц, импульсы которых образуют угол {\displaystyle \theta } имеет удобное выражение:
{\displaystyle {\begin{aligned}M^{2}&=(E_{1}+E_{2})^{2}-\left\|{\textbf {p}}_{1}+{\textbf {p}}_{2}\right\|^{2}\\&=[(p_{1},0,0,p_{1})+(p_{2},0,p_{2}\sin \theta ,p_{2}\cos \theta )]^{2}\\&=(p_{1}+p_{2})^{2}-p_{2}^{2}\sin ^{2}\theta -(p_{1}+p_{2}\cos \theta )^{2}\\&=2p_{1}p_{2}(1-\cos \theta ).\end{aligned}}}

### Эксперименты на коллайдере
В экспериментах на коллайдере частиц часто определяют угловое положение частицы в терминах азимутального угла  {\displaystyle \phi } и псевдобыстроты {\displaystyle \eta }. Кроме того, обычно измеряется поперечный импульс, {\displaystyle p_{T}}. В этом случае, если частицы безмассовые или сильно релятивистские ({\displaystyle E\gg m}), то инвариантная масса определяется как:
{\displaystyle M^{2}=2p_{T1}p_{T2}(\cosh(\eta _{1}-\eta _{2})-\cos(\phi _{1}-\phi _{2})).}